# Roel Velasco
Roel Velasco (Bago, 26 juni 1972) is een voormalig Filipijns bokser. Velasco behaalde de bronzen medaille op de Olympische Spelen van 1992 in de categorie lichtvlieggewicht. Dit was de enige medaille van de Filipijnen op die Spelen. In 1997 won hij de zilveren medaille op de wereldkampioenschappen boksen. Een jaar later werd Velasco de eerste Filipino die een medaille won op de Goodwill Games. Hij won in New York de bronzen medaille.
Velasco is de tweelingbroer van Mansueto Velasco, die tijdens de Olympische Spelen van 1996 een zilveren medaille haalde in dezelfde gewichtscategorie.

## Resultaten op de Olympische Spelen van 1992
- Winst op James Wanene (Kenia) 16-1
- Winst op Rajendra Prasad (India) 15-6
- Winst op Rowan Williams (Engeland) 7-6
- Verloren van Rogelio Marcelo (Cuba) RSC 1 (1:36); Halve finale